# دانته فرتی
دانته فرتی (ایتالیایی: Dante Ferretti؛ زاده ۲۶ فوریه ۱۹۴۳) کارگردان هنری، طراح لباس و طراح تولید اهل ایتالیا است.

## جوایز
- برنده جایزه اسکار بهترین کارگردانی هنری برای فیلم‌های هوانورد (۲۰۰۴)، آرایشگر شیطانی خیابان فلیت (۲۰۰۷) و هوگو (۲۰۱۱)

## گزیده فیلمشناسی
از فیلم‌ها یا برنامه‌های تلویزیونی که وی در آن فعالیت داشته‌است می‌توان به آثار زیر اشاره کرد.
- مده‌آ (۱۹۶۹)
- طبقه کارگر به بهشت می‌رود (۱۹۷۱)
- حکایت‌های کانتربوری (۱۹۷۲)
- داستان‌های عشقی هزار و یک شب (۱۹۷۴)
- سالو یا ۱۲۰ روز در سودوم (۱۹۷۵)
- گربه (فیلم ۱۹۷۷) (۱۹۷۷)
- بای‌بای میمون (۱۹۷۸)
- آن شب در وارن (۱۹۸۲)
- شهر زنان (فیلم۱۹۸۰) (۱۹۸۰)
- داستان‌های جنون معمولی (۱۹۸۱)
- آن شب در وارن (۱۹۸۲)
- و کشتی به راهش ادامه می‌دهد (۱۹۸۳)
- جینجر و فرد (۱۹۸۶)
- نام گل سرخ (۱۹۸۶)
- ماجراهای بارن مایچوزن (۱۹۸۸)
- صدای ماه (۱۹۹۰)
- دکتر ام (۱۹۹۰)
- هملت (۱۹۹۰)
- عصر معصومیت (۱۹۹۳)
- مصاحبه با خون‌آشام (فیلم) (۱۹۹۴)
- کازینو (فیلم) (۱۹۹۵)
- کوندان (۱۹۹۷)
- با جو بلک آشنا شوید (۱۹۹۸)
- احیای مردگان (۱۹۹۹)
- تیتوس (فیلم) (۱۹۹۹)
- دار و دسته‌های نیویورکی (۲۰۰۲)
- کوهستان سرد (۲۰۰۳)
- هوانورد (۲۰۰۴)
- کوکب سیاه (۲۰۰۶)
- آرایشگر شیطانی خیابان فلیت (۲۰۰۷)
- جزیره شاتر (۲۰۰۹)
- هوگو (۲۰۱۱)
- سیندرلا (۲۰۱۵)
- هفتمین پسر (۲۰۱۴)
- سکوت (فیلم ۲۰۱۶) (۲۰۱۶)